# 5-2-3
Il 5-2-3 è un modulo di gioco del calcio. Consiste nello schierare 5 difensori, 2 centrocampisti e 3 attaccanti. Può considerarsi una variante attendista dello schema "WM".